# Elatobium salicifoliae
Elatobium salicifoliae är en insektsart. Elatobium salicifoliae ingår i släktet Elatobium och familjen långrörsbladlöss. Inga underarter finns listade i Catalogue of Life.